# Carduel
Carduel ist nach mehreren Artuslegenden eine seiner Burgen. Im Perlesvaus residiert Artus in Pannenoisance, Carduel und Camaalot.
Auch in Chrétien de Troyes’ Perceval hält Artus in Carduel Hof. Das von einer Mauer umgebene Carduel Di ton nevo q'au roi Arthur, a Carduel, qui est clos de mur, convienge qu'il aut par matin; wird auch im Béroul, Le Roman de Tristan, erwähnt.